# Kłodawa (Lubusz)
Pour les articles homonymes, voir Kłodawa.
Kłodawa (prononciation polonaise : [kwɔˈdava]) est un village polonais de la gmina de Kłodawa dans le powiat de Gorzów de la voïvodie de Lubusz dans l'ouest de la Pologne.
Le village est le siège administratif (chef-lieu) de la gmina appelée gmina de Kłodawa.
Il se situe à environ 7 kilomètres au nord de Gorzów Wielkopolski (siège de le powiat).
Le village comptait approximativement une population de 2 554 habitants en 2013.

## Histoire
Avant 1945, ce village était sur le territoire allemand. (voir Évolution territoriale de la Pologne)
De 1975 à 1998, le village appartenait administrativement à la voïvodie de Gorzów.

Depuis 1999, il appartient administrativement à la voïvodie de Lubusz